# 藍切齒鯛
藍切齒鯛為輻鰭魚綱鱸形目鱸亞目鯛科的其中一種，分布於東大西洋區，包括地中海、法國比斯開灣至安哥拉海域，棲息深度20-50公尺，體長可達55公分，棲息在岩石底質海域，屬雜食性，以藻類、甲殼類、軟體動物、海鞘、蠕蟲等為食，可做為食用魚及遊釣魚。